# Zajęcie Fortu Ticonderoga
Zajęcie Fortu Ticonderoga miało miejsce w czasie wojny o niepodległość Stanów Zjednoczonych 10 maja 1775 roku, kiedy to niezbyt liczni Green Mountain Boys pod wodzą Ethana Allena i pułkownika Benedykta Arnolda ujęli żołnierzy małego brytyjskiego garnizonu w forcie i zrabowali ich dobytek. Działa i pozostałe uzbrojenie znalezione w forcie zostały przetransportowane pod Boston i użyte do ufortyfikowania Wzgórz Dorchester, co pozwoliło na przełamanie impasu podczas długotrwałego oblężenia miasta.
Po zajęciu Ticonderogi 50-osobowy oddział zajął 11 maja pobliski Fort Crown Point. W siedem dni później Arnold z 35 ludźmi śmiało wtargnął do Fortu Saint-Jean nad rzeką Richelieu w południowym Quebecu, zagarniając sprzęt wojskowy, działa i największy okręt, jaki pływał po jeziorze Champlain.
Chociaż militarne efekty tej akcji były relatywnie niewielkie, miała ona spore znaczenie strategiczne. Przerwana oto została łączność między siłami brytyjskimi na północy i na południu a ponadto Armia Kontynentalna otrzymała pozornie silne podstawy do uderzenia na Quebec w kilka miesięcy później. Stała się również gruntem przyszłego sporu Allena i Arnolda, który z nich dokonał więcej i komu należał się laur zwycięzcy.

## Podłoże konfliktu
W roku 1775 Fort Ticonderoga nie miał już takiego znaczenia strategicznego jak w latach wojny z Francuzami i Indianami, kiedy to Francuzi obronili fort w walce ze znacznie silniejszymi wojskami brytyjskimi w 1758 roku podczas starcia znanego jako bitwa o Fort Carillon i kiedy Brytyjczycy odbili go w 1759. Po podpisaniu pokoju paryskiego w roku 1763, Gdy Francuzi zrzekli się posiadłości w Ameryce Północnej na rzecz Brytyjczyków, fort przestał strzec jednej z głównych linii komunikacyjnych między dwoma wielkimi potęgami. Francuzi przed wycofaniem się wysadzili w powietrze magazyn prochu i od tego czasu fort z wolna popadał w ruinę. W 1775 roku garnizon fortu stanowił niewielki oddziałek 26. Regimentu Piechoty składający się z dwóch oficerów i 46 żołnierzy, przy czym większość z nich stanowili „inwalidzi” (częściowo niezdolni do pełnienia służby). W zabudowaniach mieszkało także 25 kobiet i dzieci. Ze względu na swą dawną reputację Fort Ticonderoga nadal uważany był za „Gibraltar Ameryki”, lecz w rzeczywistości był, zgodnie z opinią historyka Christophera Warda, „raczej leśną osadą niż fortalicją”.
Nim jeszcze padły pierwsze strzały w wojnie rewolucyjnej patrioci amerykańscy z uwagą obserwowali Fort Ticonderoga i to z kilku powodów. W jego murach znajdowało się sporo dział, haubic i moździerzy, na których brak Amerykanie ustawicznie cierpieli. Fort znajdował się nad brzegiem jeziora Champlain, w miejscu, gdzie przebiegał ważny strategicznie szlak łączący zbuntowane kolonie na południu z brytyjskimi prowincjami na północy. Siły brytyjskie mogły z tego kierunku zagrozić buntownikom w okolicach Bostonu atakiem od tyłu. Kiedy wojna, zapoczątkowana starciem pod Lexington i Concord 19 kwietnia 1775, stała się faktem, generał brytyjski Thomas Gage pojął, że fort wymaga wzmocnienia, a jednocześnie kilku kolonistom przyszło na myśl, że warto byłoby przechwycić słabo obsadzone miejsce.
Gage, zamknięty w oblężonym Bostonie, wysłał list do gubernatora Quebecu, Guya Carletona, by ten wysłał znaczące siły do fortów Ticonderoga i Crown Point. Carleton odebrał list w dniu 19 maja, a więc w ponad miesiąc po zajęciu fortu przez rebeliantów.
Benedykt Arnold często podróżował po tych terenach, znał więc stan załogi fortu, jego wyposażenia i uzbrojenia. W drodze do Bostonu, gdzie udał się na wieść o wydarzeniach 19 kwietnia, opowiedział o forcie członkom milicji Silasa Deane’a. Komitet obywatelski Connecticut natychmiast zareagował na tę informację; ze skarbca kolonii „pożyczono” pieniądze i po wioskach i miasteczkach Connecticut, zachodniego Massachusetts, a nawet New Hampshire Grants (dzisiejszy stan Vermont) zaczęli krążyć werbownicy poszukujący ochotników do rajdu na fort.
John Brown, amerykański patriota, szpieg i kurier pomiędzy rewolucyjnym komitetem w Bostonie a zwolennikami zrzucenia brytyjskiego jarzma w Montrealu, doskonale zdawał sobie sprawę ze strategicznego znaczenia zapuszczonych umocnień. Ethan Allen i inni patrioci z terytorium New Hampshire Grants również doceniali wartość Ticonderogi. Brown jeszcze w marcu powiadomił Komitet Bezpieczeństwa Massachusetts, że w jego przekonaniu Ticonderoga „musi zostać wzięta jak najszybciej, nim wojska królewskie podejmą nieprzyjazne kroki”.
Kiedy Arnold zjawił się pod obleganym Bostonem, raz jeszcze powiedział Komitetowi bezpieczeństwa o działach i sprzęcie wojennym oraz o tym jak słabo fort jest broniony. W tej sytuacji 3 maja Komitet mianował Arnolda „pułkownikiem” i powierzył mu „tajną misję”, jaką miało być zajęcie fortu. Otrzymał kwotę 100 funtów, nieco prochu, kul i koni oraz zlecenie zaciągnięcia 400 ludzi, wzięcia fortu, a następnie przetransportowanie do Massachusetts wszystkiego, co mogło być przydatne dla prowadzenia wojny.

## Siły kolonistów

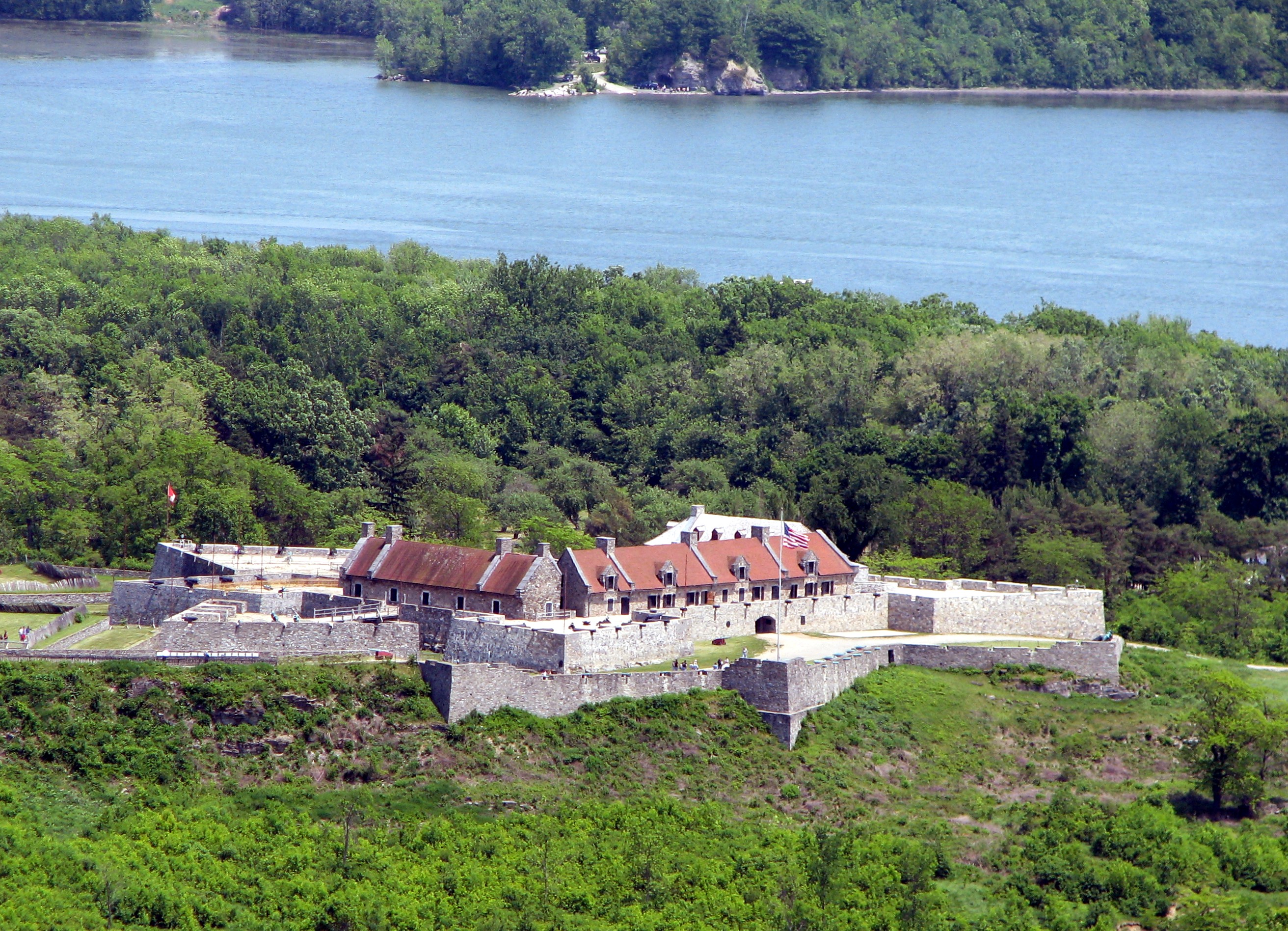
Fort Ticonderoga widziany z Mount Defiance

Arnold wyruszył w drogę natychmiast po otrzymaniu rozkazów. Towarzyszyło mu dwóch kapitanów, Eleazer Oswald i Jonathan Brown, którzy mieli zająć się rekrutacją ochotników. Arnold dotarł do granicy pomiędzy Massachusetts i Grants 6 maja. Tam dowiedział się, że również Connecticut werbuje ochotników i że Ethan Allen i Green Mountain Boys wyruszyli już na północ. Pędząc galopem ich śladem (zajeździł przy tej okazji konia), dotarł do kwatery Allena w Bennington następnego dnia. Tam dowiedział się jednak, że Allen znajduje się w Castleton, około 80 km na północ, gdzie czeka na posiłki i zaopatrzenie. Został jednocześnie ostrzeżony, że wprawdzie Allen nie działał z żadnego oficjalnego mandatu, jest mało prawdopodobne by jego ludzie chcieli służyć pod kimś innym. Wyruszywszy rankiem następnego dnia Arnold przybył na miejsce w sam raz by zdążyć na posiedzenie rady wojennej, gdzie zaraz oznajmił, że obejmuje dowodzenie ekspedycją na mocy patentu nadanego mu przez Komitet Bezpieczeństwa Massachusetts.
W skład sił, jakie Allen zgromadził w Castleton, wchodziło około 100 Green Mountain Boys, 40 ludzi zwerbowanych przez Jamesa Eastona i Johna Browna w Pittsfield oraz 20 ochotników z Connecticut. Allen został wybrany „pułkownikiem”, a Easton i Seth Warner „porucznikami”. W chwili, gdy pojawił się Arnold, Samuel Herrick był już w drodze do Skenesboro, a Asa Douglas do Panton z zadaniem zabezpieczenia łodzi. Kapitan Noah Phelps widział, że mury fortu są w opłakanym stanie, od komendanta załogi słyszał, że prochy zawilgły, a od żołnierzy, że oczekują rychłego zluzowania. Allen, otrzymawszy te informacje, postanowił atakować o świcie.
Większość Green Mountain Boys odmówiła wykonywania rozkazów Arnolda dając do zrozumienia, że prędzej wrócą do domu niż mieliby służyć pod kimś innym niż Ethan Allen. Arnold i Allen wypracowali coś w rodzaju porozumienia, ale nie istnieje żaden dokument potwierdzający taki układ. Według Arnolda otrzymał on współdowodzenie wyprawą. Niektórzy historycy zgadzają się z nim, podczas gdy inni są przekonani, że Arnold ledwie uzyskał zgodę na towarzyszenie Allenowi.

## Wzięcie fortu

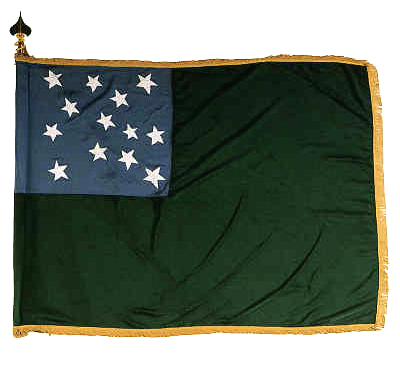
Flaga Green Mountain Boys

Około 23.30 dnia 9 maja zgromadzeni w Hand's Cove – dzisiaj Shoreham (Vermont) – byli gotowi do przeprawy przez jezioro na wysokości Ticonderogi. Problem stanowiły łodzie, które przybyły na miejsce dopiero o 1:30, a ponadto było ich za mało, by przetransportować wszystkich jednocześnie. Osiemdziesięciu trzech Green Mountain Boys przeprawiło się z Arnoldem i Allenem, a Douglas wrócił po resztę. Zbliżał się świt. Allen i Arnold, obawiając się utraty przewagi zaskoczenia przeciwnika, postanowili atakować z takimi siłami, jakie mieli. Wartownik pilnujący południowej bramy próbował strzelać do napastników, ale jego karabin nie wypalił, więc uciekł, a Amerykanie wdarli się do fortu. Po chwili trzymali na muszce nagle rozbudzonych i przerażonych żołnierzy i kazali oddawać broń. Tymczasem Allen, Arnold i kilku innych pobiegli schodami w górę, do kwater oficerskich. Porucznika Jocelyna Felthama, zastępcę kapitana Williama Delaplace’a, wyrwały ze snu hałasy, kazał więc budzić dowódcę. Zaskoczony Feltham domagał się odpowiedzi, na czyj rozkaz placówka została zaatakowana. Allen, który później twierdził, że rozmawiał z kapitanem Delaplacem, odpowiedział: „W imieniu Wielkiego Jehowy i Kongresu Kontynentalnego!”. Delaplace wyszedł wreszcie ze swojej sypialni w pełnym mundurze i oddał Allenowi swoją szpadę.

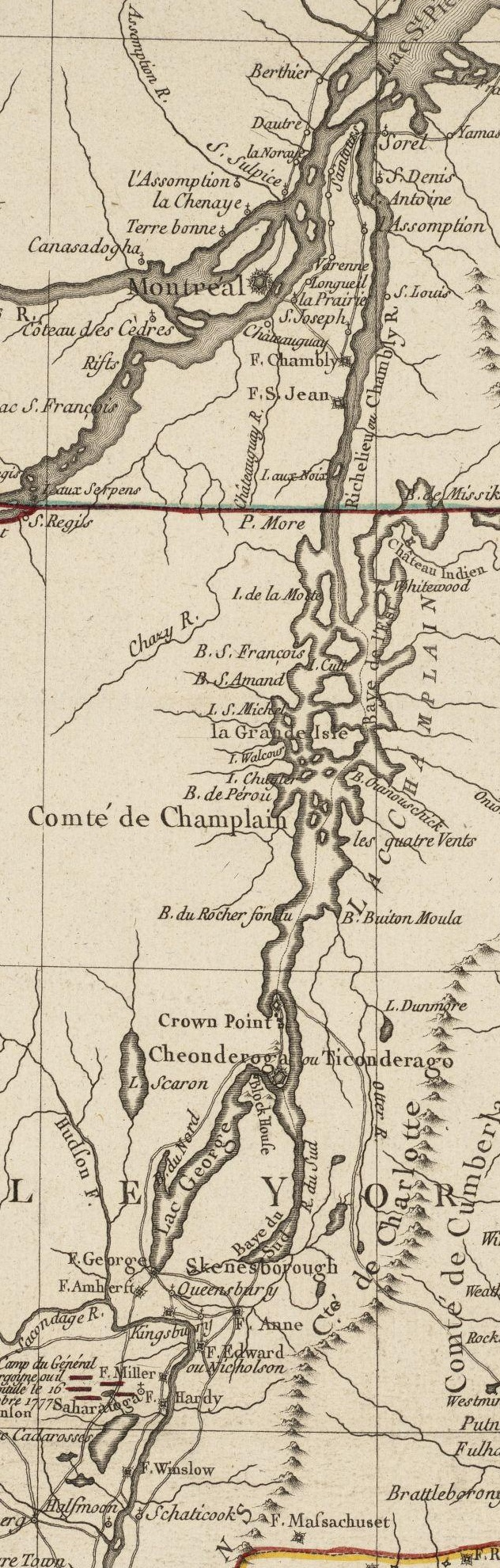
1777 mapa Doliny Champlain z wszystkimi czterema fortami

Nikt nie zginął w czasie tej akcji. Jedynie jeden z Amerykanów został lekko raniony bagnetem przez wspomnianego wcześniej wartownika. W sumie do fortu wdarło się około 400 Amerykanów, którzy zaczęli przetrząsać zakamarki w poszukiwaniu alkoholu i innego dobra. Green Mountain Boys nie uznawali władzy Arnolda, nie był więc on w stanie zapobiec rabunkom. Wreszcie zniechęcony zamknął się w kwaterze kapitana i czekał na przybycie sił, które sam zaciągnął i jednocześnie pisząc do Kongresu Prowincji Massachusetts, że Allen i jego ludzie poczynali sobie w zajętym forcie „kapryśnie”, a plan ogołocenia zabudowań z uzbrojenia celem wysłania go pod Boston „był zagrożony”. Gdy Delaplace zaprotestował przeciwko rabowaniu jego własnych zapasów trunków, Allen wystawił mu pokwitowanie, z którym Brytyjczyk po jakimś czasie zjawił się w Connecticut żądając zapłaty. Podczas ostrej wymiany zdań pomiędzy Arnoldem a Allenem niekarni ludzie tego ostatniego kilkakrotnie sięgali po broń.
12 maja Allen odesłał jeńców do gubernatora Connecticut Jonathana Trumbulla z adnotacją mówiącą „Posyłam panu prezent w postaci majora, kapitana i dwóch poruczników regularnych oddziałów Jerzego III”. Arnold przez kilka następnych dni zajmował się katalogowaniem uzbrojenia i sprzętu Ticonderogi i Crown Point, co utrudniał fakt, że w kilku miejscach na broń zwaliły się nadwątlone ściany.

## Crown Point i rajd na Saint-Jean
Seth Warner pożeglował z niewielkim oddziałem w górę jeziora i zajął Fort Crown Point, którego załogę stanowiło zaledwie dziewięciu ludzi. Uważa się powszechnie, że zajęcie fortu nastąpiło 10 maja, co wynikać miałoby z listu Arnolda, który 11 maja pisał do Komitetu Bezpieczeństwa Massachusetts, że drogę do Crown Point utrudniał przeciwny wiatr. Jednak Warner, w liście wysłanym 12 maja z „Head Quarters, Crown Point” informował, że „opanował ten garnizon” dzień wcześniej. Wygląda na to, że próba rzeczywiście została podjęta 10 maja, ale musiała zostać powtórzona w dniu następnym i tym razem zakończyć się pomyślnie. Mały oddział został wysłany również do Fortu George nad jeziorem o tej samej nazwie, gdzie garnizon stanowiło tylko dwóch żołnierzy.
Tymczasem zaczęli nadciągać ochotnicy zwerbowani przez kapitanów Arnolda, głównie po zarekwirowaniu szkunera Katherine i kilku batów w miejscowości Skenesboro. Arnold nadał szkunerowi nową nazwę USS Liberty. Jeńcy zeznali, że na północ od jeziora Champlain, w forcie Saint-Jean nad rzeką Richelieu znajduje się jedyny w tym rejonie brytyjski okręt wojenny. Arnold, nie wiedząc, czy wieść o zajęciu Fortu Ticonderoga dotarła już do Saint-Jean, postanowił spróbować przeprowadzić akcję i zdobyć cenny okręt. uzbroił Liberty w działa i 14 maja ruszył na północ z 50 ludźmi na pokładzie. Allen, obawiając się, że Arnold zgarnie dla siebie całą sławę, obsadził kilka batów swymi ludźmi i powiosłował na północ, ale Arnold miał przewagę żagli i 17 maja mała flotylla Arnolda dotarła do celu. Wysłany do fortu zwiadowca dowiedział się, że załoga wie już o upadku Ticonderogi i Crown Point, i że jakieś wojska maszerują w stronę Saint-Jean. Arnold postanowił działać natychmiast. Mały garnizon został całkowicie zaskoczony; ludzie Arnolda zabrali zgromadzone w forcie zapasy i zakotwiczony HMS Royal George, 70-tonowy slup wojenny. Dowiedziawszy się od jeńców, że w stronę fortu maszeruje kilka kompanii wojska z pobliskiego Chambly, ludzie Arnolda załadowali co cenniejszy sprzęt i działa na George’a, obecnie przemianowanego na USS Enterprise. Łodzie, których nie można było zabrać, zatopiono i powiększona flotylla ruszyła na południe. Te działania Amerykanów obserwował emerytowany oficer brytyjski Moses Hazen, który mieszkał w pobliżu. Hazen ruszył do Montrealu, gdzie poinformował o wszystkim miejscowego dowódcę garnizonu, a następnie do Quebecu, by spotkać się 20 maja z generałem Carletonem. Major Charles Preston ze 140 ludźmi wyruszył natychmiast z Montrealu do Saint-Jean, ale było już za późno.
Będąc już na jeziorze flotylla Arnolda napotkała ludzi Allena wciąż wiosłujących na północ. Po wymianie salutów artyleryjskich z obu stron Arnold kazał otworzyć magazyny żywności i nakarmić ludzi Allena, którzy przewiosłowali 100 km w otwartych łodziach bez posiłku. Allen, któremu zdawało się, że może ponownie zająć i utrzymać Fort Saint-Jean, powiosłował dalej. Przybył na miejsce 19 maja, a tam został ostrzeżony przez sprzyjającemu patriotom kupca z Montrealu, że brytyjskie wojska są tuż. W tej sytuacji Allen zawrócił i przybył do Ticonderogi 21 maja, tego samego dnia kiedy siły brytyjskie wkroczyły do Saint-Jean. W całym zamieszaniu zostawiono w okolicach fortu trzech ludzi; jeden został schwytany przez Brytyjczyków, ale dwaj dotarli lasami po jakimś czasie na południe.

## Rezultaty

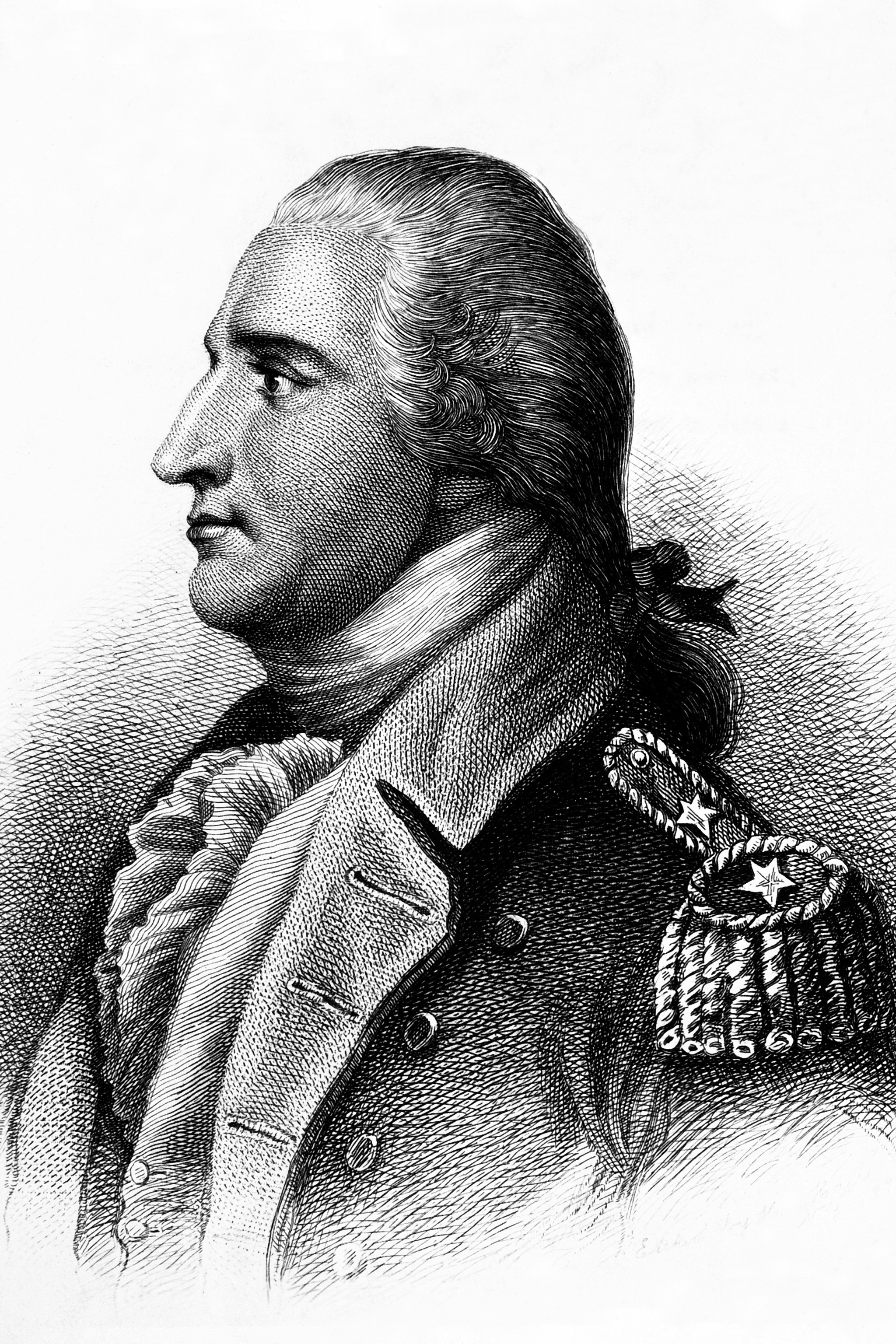
Benedict Arnold

Ethan Allen ze swymi ludźmi ostatecznie opuścił Ticonderogę, głównie dlatego, że skończyły się zapasy alkoholu, więc teraz nad wszystkim pieczę sprawował Arnold ze swej bazy w Crown Point. Miał teraz dwa pełnosprawne okręty wojenne, przy czym sam musiał objąć dowodzenie Enterprise, bowiem brakowało mu doświadczonych marynarzy. Jego ludzie zaczęli odbudowywać koszary Ticonderogi i odgrzebywać spod ruin dwóch fortów działa, a także konstruować dla nich lawety.
Z Connecticut przysłano, w celu obsadzenia Ticonderogi, 1000 ludzi pod wodzą pułkownika Benjamina Hinmana' a jednocześnie w Nowym Jorku zaczęto mobilizować milicję dla obrony Ticonderogi i Crown Point wobec spodziewanego brytyjskiego ataku z północy. Gdy Hinman przybył ze swoim wojskiem w czerwcu, natychmiast doszło do kolejnego starcia w kwestii dowodzenia całością. Arnold nie miał zamiaru podporządkować się Hinmanowi. W końcu Komitet Bezpieczeństwa Massachusetts wysłał delegację do Ticonderogi. Ta, gdy przybyła na miejsce 22 czerwca, przedstawiła sprawę jasno: Arnold ma się podporządkować Hinmanowi. Arnold rozważał całą sprawę przez dwa dni, po czym oddał dowództwo i rozżalony wrócił do domu (stracił na całej wyprawie ponad 1000 funtów z własnej kieszeni).
Od chwili zajęcia fortów między Allenem i Arnoldem zaczęła się wojna na słowa, bowiem każdy z nich chciał sławy wyłącznie dla siebie. Arnold, który nie był w stanie wyegzekwować swej zwierzchności nad ludźmi Allena, zaczął zapisywać w swym dzienniku wszystkie działania, krytykując i obwiniając o wszystko Allena. Allen, gdy tylko zakończyła się akcja pod Ticonderogą, również zaczął pisać pamiętniki Wydane po kilku latach całkowicie pomijają rolę Arnolda. Allen przedstawił wydarzenia w kilku wariantach, co zostało następnie wykorzystane przez Johna Browna i Jamesa Eastona w ich wystąpieniach przed władzami Nowego Jorku, Connecticut i Massachusetts. Randall twierdzi, że Easton miał przedstawić zapiski Arnolda i Allena komitetowi z Massachusetts, ale po drodze „zgubił” dziennik Arnolda i przedstawił jedynie wersję Allena, która jednoznacznie gloryfikowała jego rolę w wydarzeniach. Z kolei Smith zauważa, że najprawdopodobniej Easton chciał przejąć prerogatywy Arnolda. Pewnym wydaje się, że między Eastonem i Arnoldem doszło do starcia, w rezultacie którego ten drugi wyzwał oponenta na pojedynek, co zostało ze wzgardą (lub jak chciał Arnold tchórzliwie) odrzucone.